# مادرونيارا
بلدية مادرونيارا (بالإسبانية: Madroñera)‏، هي بلدية تقع في مقاطعة قصرش والتي تقع في منطقة إكستريمادورا، غرب إسبانيا.
يبلغ عدد سكانها 3.127 نسمة وفقاً لإحصائية سنة (2002).